# Wierzbno (województwo lubuskie)
Wierzbno (niem. Wierzebaum) – wieś w Polsce położona w województwie lubuskim, w powiecie międzyrzeckim, w gminie Przytoczna, przy drodze krajowej nr 24. 

## Historia
Wieś pierwotnie związana była z Wielkopolską. Ma metrykę średniowieczną i istnieje co najmniej od pierwszej połowy XV wieku. Wymieniona po raz pierwszy w dokumencie zapisanym po łacinie z 1432 pod nazwą "Wyrzbno", 1432 "Wirzbno", 1434 "Virzbno", 1475 "Vyrzbno", 1521 "Vyerzbno", 1522 "Vyrsbno", 1944 "Wierzebaum". Archeolodzy na polu pod lasem, między szosami do Międzyrzecza i do Przytocznej znaleźli kilkadziesiąt fragmentów ceramiki późnośredniowiecznej .
W 1432 miejscowość była wsią szlachecką i początkowo należała do Bodzęty Niewierskiego herbu Nałęcz, a później do jego potomków. Z biegiem lat podlegając sprzedaży i dziedziczeniu zmieniała właścicieli. W 1446 miejscowość leżała w powiecie poznańskim Korony Królestwa Polskiego. Do 1432 należała do par. Przetoczno, a po tym roku była już siedzibą własnej parafii .
Miejscowość odnotowano w historycznych dokumentach prawnych i podatkowych dzięki czemu można odtworzyć obraz stosunków własnościowych i społecznych we wsi.  W 1508 we wsi odnotowano pobór podatków od 12 łanów oraz 6 groszy od karczmy. W 1510 odbył się pobór od 12 półłanków, karczmy oraz młyna. W 1510 we wsi było 14 półłanków, 3 półłanki opustoszałe, 7 zagrodników, dwie karczmy, młyn. W 1563 miał miejsce pobór z działu Macieja Wierzbieńskiego od 4,5 łana, karczmy dorocznej, młyna dorocznego o jednym kole. Podatek pobrano również z działu Elżbiety Wierzbieńskiej od 3 łanów, 3 rzemieślników. W 1577 odbył się pobór z działów Andrzeja Wierzbieńskiego i Krzysztofa Wierzbieńskiego. W 1580 pobór z działu Krzysztofa Wierzbieńskiego od 9 półłanków, 4 zagrodników, jednego komornika, kowala, karczmy i młyna korzecznika napędzanego jednym kołem wodnym. Z działu Andrzeja Wierzbieńskiego pobrano podatek od 4 półłanków, 6 zagrodników po 4 grosze, od kolejnego zagrodnika 6 groszy, a także od jednego komornika oraz 12 groszy od roli karczmarskiej .
Mieszkańcy studiowali na Akademii Krakowskiej. W 1487 odnotowano studenta Stanisława syna Sędziwoja z Wierzbna w diecezji poznańskiej, a w 1522 Serafina syna Mikołaja z Wierzbna .
Po rozbiorach Polski miejscowość wraz z całe Wielkopolską znalazła się w zaborze pruskim. W okresie Wielkiego Księstwa Poznańskiego (1815–1848) miejscowość należała do wsi większych w ówczesnym pruskim powiecie Międzyrzecz w rejencji poznańskiej. Wierzbno  należało do okręgu rokitnickiego tego powiatu i stanowiło osobny majątek, którego właścicielem była wówczas Święcicka. Według spisu urzędowego z 1837 roku wieś liczyła 208 mieszkańców, którzy zamieszkiwali 22 dymy (domostwa). W skład majątku Wierzbno wchodziły wówczas także: folwark Brześć (5 domów, 67 osób), Wierzbno p. dr. (1 dom, 10 osób) oraz Wierzbno młyn.
Wierzbno było przed I wojną światową jedyną miejscowością powiatu skwierzyńskiego, w której większość mieszkańców stanowili Polacy (według ostatniego przedwojennego spisu z 1910 roku większość polską posiadał jeszcze sąsiedni Goraj).
W latach 1975–1998 miejscowość należała administracyjnie do województwa gorzowskiego.
We wsi znajduje się zabytkowy pałac z XIX wieku.
W pobliżu parku podworskiego rośnie kilka pomnikowych drzew, najokazalszy z nich – dąb szypułkowy miał w 2012 roku 731 cm obwodu. Jest tam także inny dąb, o obwodzie 555 cm oraz lipy o obwodach dochodzących do 500 cm.

## Galeria

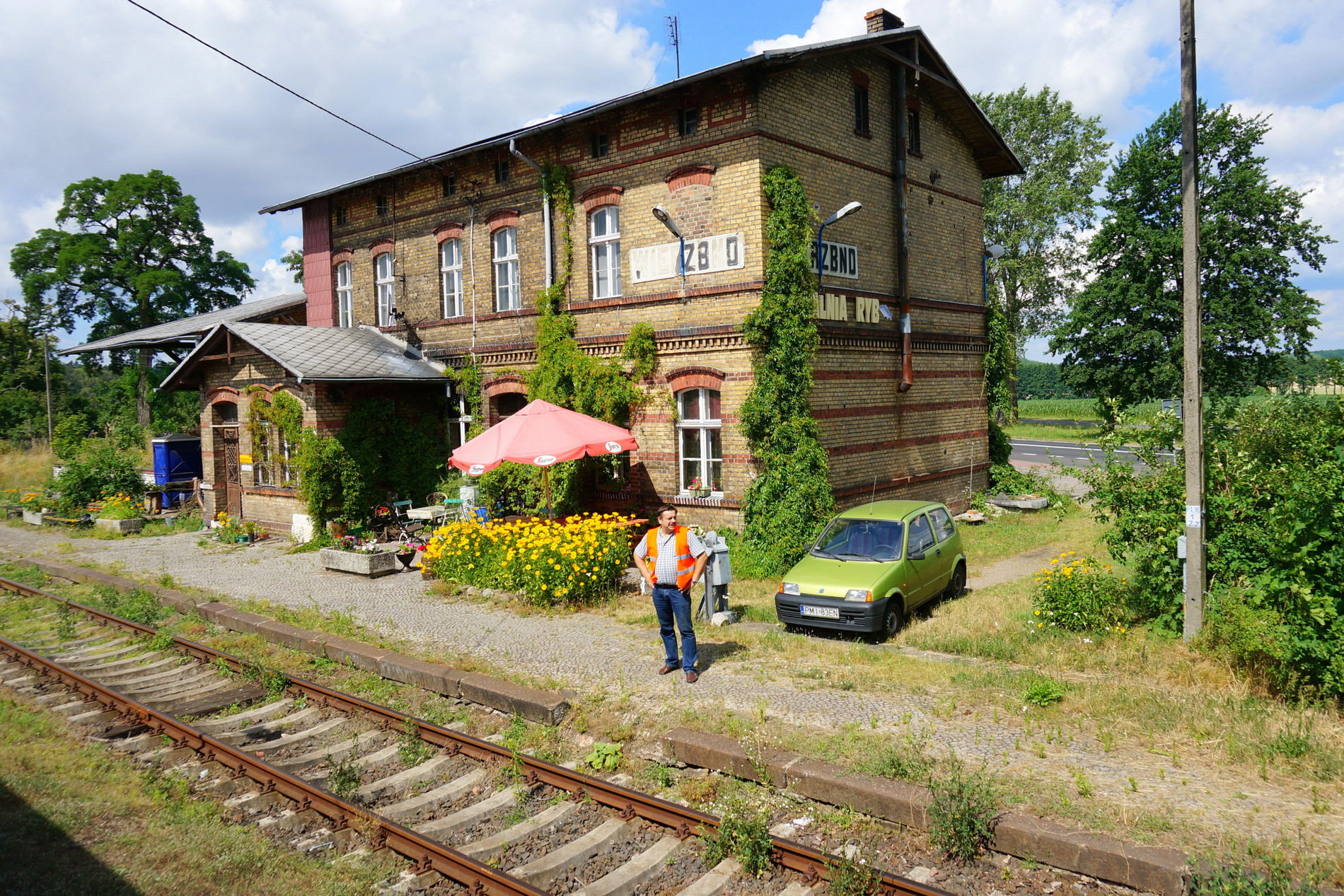
Stacja kolejowa w Wierzbnie
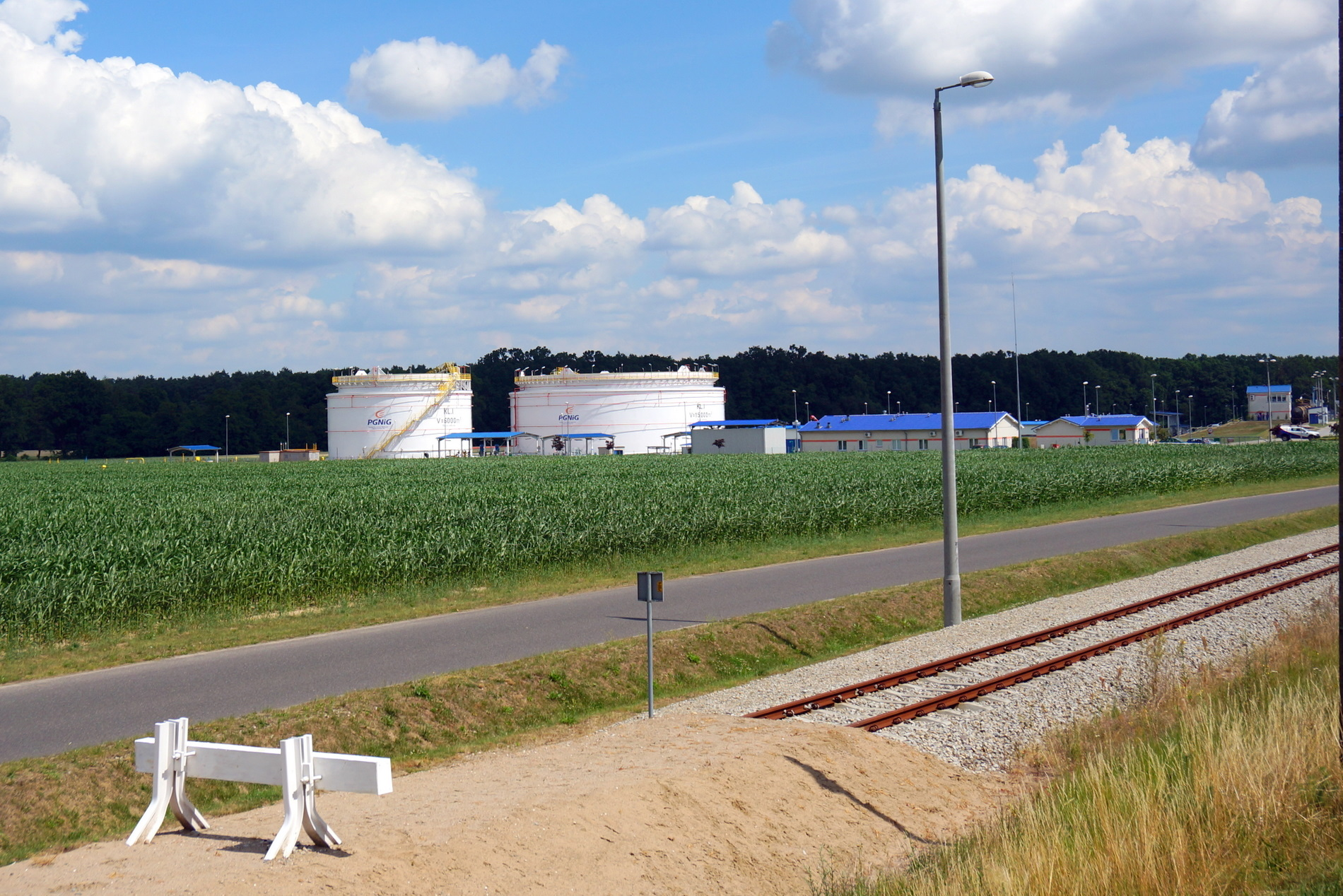
Terminal Paliw PGNiG
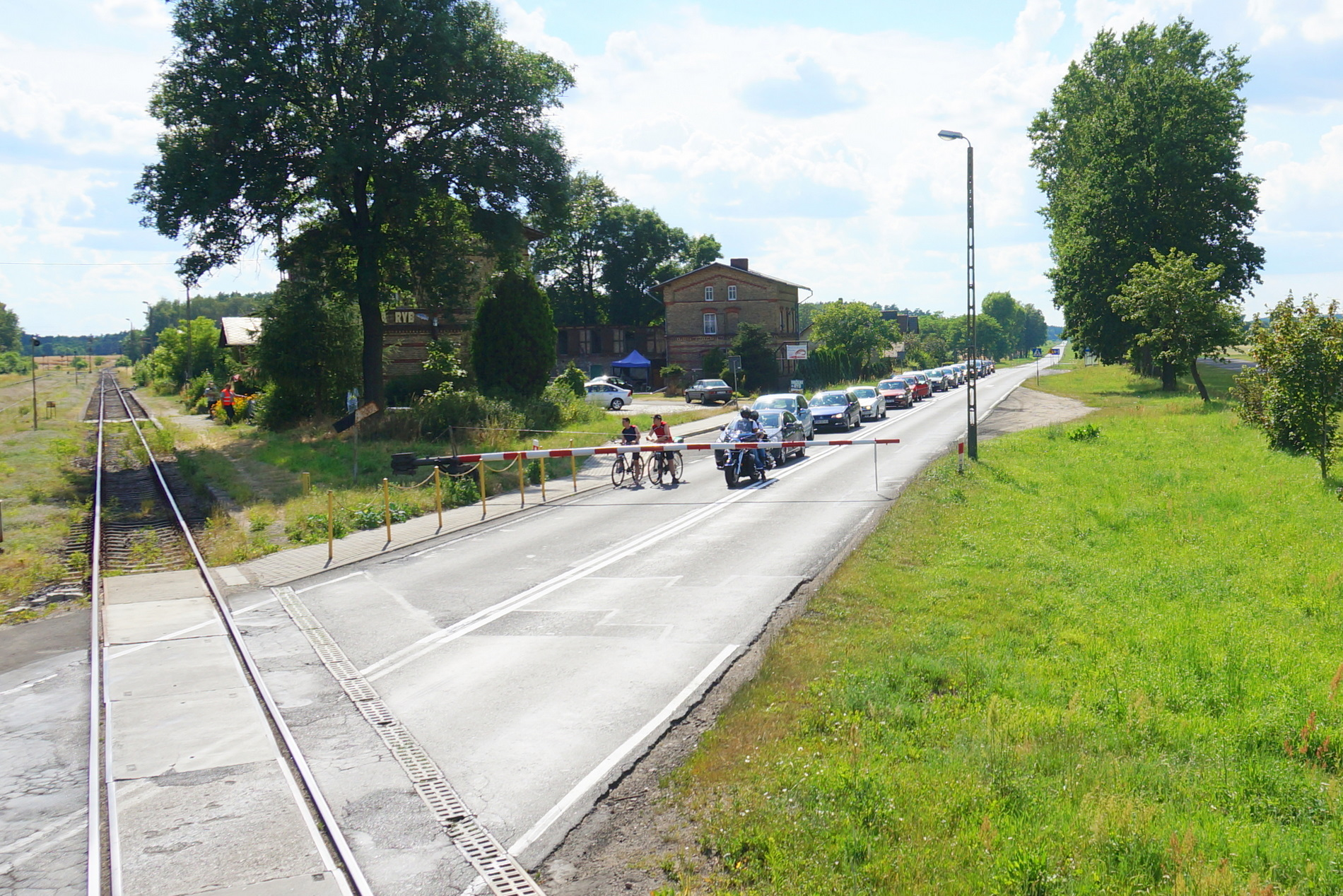
Przejazd kolejowy w ciągu linii kolejowej nr 363 na drodze krajowej nr 24 (52°34′04,2″N 15°47′01,1″E/52,567833 15,783639)

Zobacz też: Powiat skwierzyński, Wierzbno